# 埃伯哈德·奥古斯特·威廉·冯·齐默尔曼
埃伯哈德·奥古斯特·威廉·冯·齐默尔曼（德語：Eberhard August Wilhelm von Zimmermann，1743年8月17日—1815年7月4日），德国地理学家、动物学家。